# Piscinas naturais dos Biscoitos

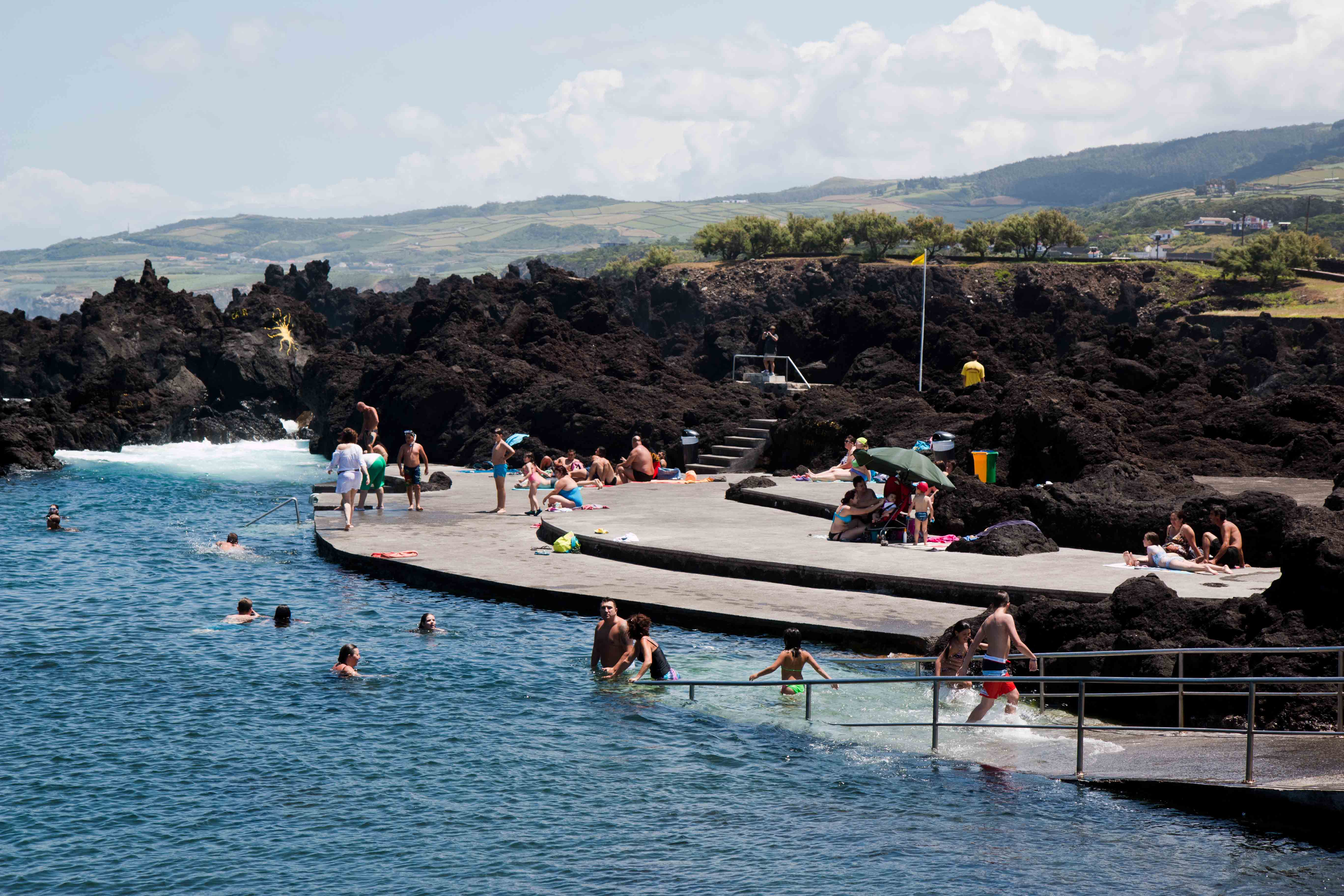
Zona Balnear dos Biscoitos

Zona Balnear dos Biscoitos

As Piscinas naturais dos Biscoitos são um conjunto de formações geológicas marítimas portuguesas localizadas na freguesia dos Biscoitos, no concelho da Praia da Vitória, ilha Terceira, Açores, e devem a sua origem às antigas erupções vulcânicas que também formaram os campos os de cultivam as vinhas do vinho Verdelho. Estas piscinas naturais são aproveitadas como zona balnear.
São portanto escoadas de lava que, ao entrarem em contacto com a água do mar e com as diferenças de profundidade, deram origem a curiosas formações geológicas que a abrasão marinha, ao longo do tempo, se foi encarregando de acentuar.
Umas são longas depressões que o mar encheu, outras são profundos fundões igualmente cheios de água salgada. Aqui e ali surgem pequenos promontórios de pedra preta, calcinada pelo calor vulcânico. Estas formações misturam-se umas com as outras, dando origem a uma série de curiosas formações geológicas.
Corria o ano de 1969 quando se aproveitou a disposição natural destas formações na costa norte para adaptar a zona balnear. Desde então já foram preparados vários lugares de banho ao longo da costa, entre os quais se destacam: Calheta do Ferro, Abismo, Canto Maria Caldeira, Fonte das Pombas, Calheta do Lagador.